# Santiago Castro-Gómez

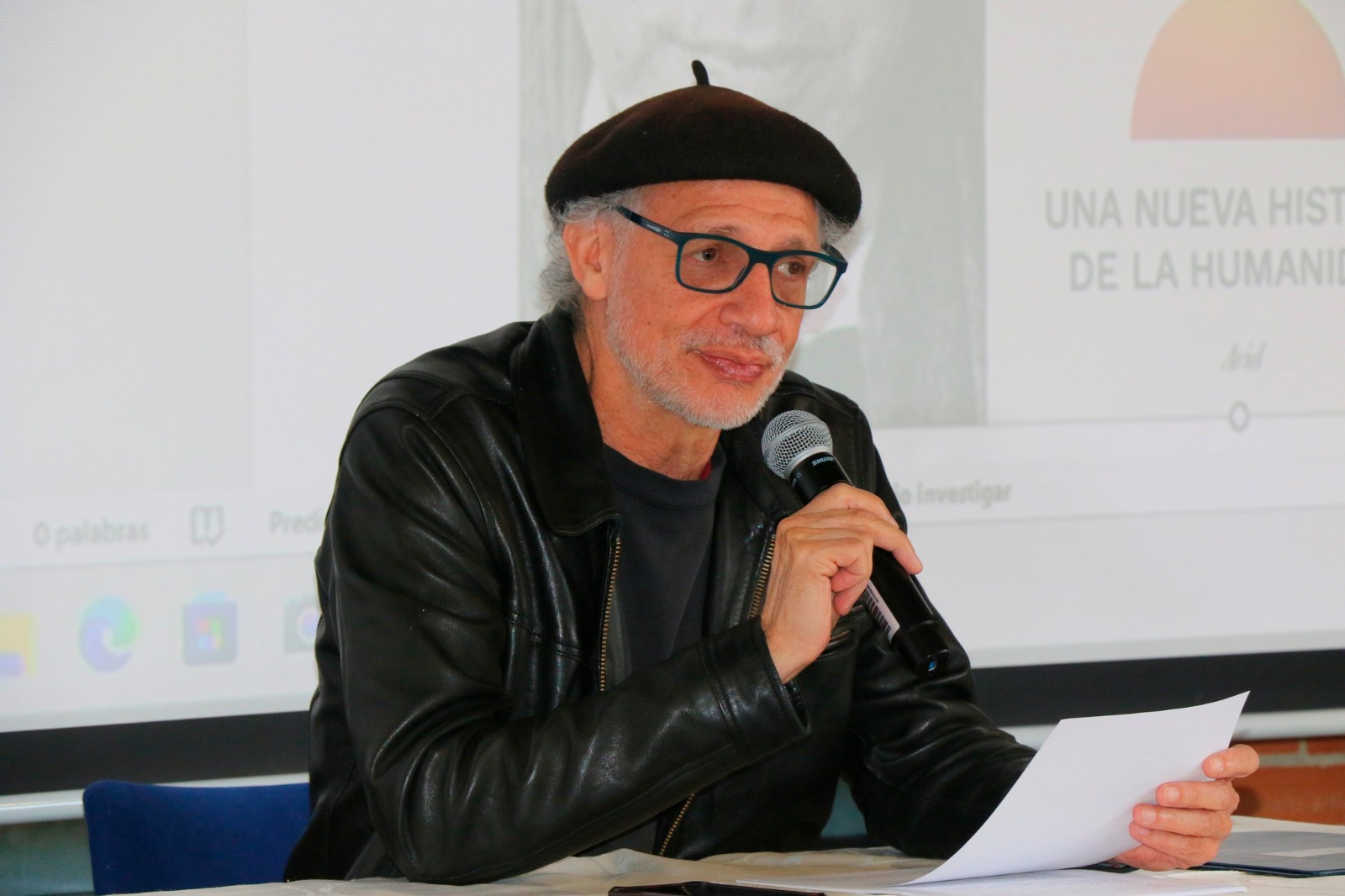
Santiago Castro-Gómez

Santiago Castro-Gómez (* 1958 in Bogóta, Kolumbien) ist ein kolumbianischer Philosoph, Professor an der Päpstlichen Universität Xaveriana und Direktor des Instituto Pensar in Bogotá.

## Karriere und Werk
Castro-Gómez studierte Philosophie an der Santo Tómas Universität in Bogotá, Kolumbien. Er erlangte seinen Master-Abschluss in Philosophie an der Eberhard-Karls-Universität in Tübingen und einen Doktorgrad an der Goethe-Universität Frankfurt am Main. Zusätzlich zu seiner Professorentätigkeit in Kolumbien hatte er mehrere Gastprofessuren inne, u. a. an der Duke University, der Pittsburgh University und der Goethe-Universität Frankfurt am Main.
Castro-Gómez ist in Kolumbien ein bekannter Intellektueller und war neben Aníbal Quijano, Walter Mignolo, Enrique Dussel, Ramón Grosfoguel, Catherine Walsh, Arturo Escobar, Edgardo Lander und Nelson Maldonado-Torres Teil des kritischen lateinamerikanischen Forschungskollektivs „Modernidad/Colonialidad“. Er publizierte und co-auditierte mehr als zehn Bücher und engagierte sich in öffentlicher Bildungsarbeit zum Thema Rassismus und Kolonialismus in der kolumbianischen Gesellschaft. Seine akademische Arbeit siedelt an der Grenze zwischen Soziologie, Anthropologie, Literatur- und Kulturwissenschaft und beschäftigt sich insbesondere auch mit methodologischen und epistemologischen Problemen der Sozialwissenschaften.

## Bibliographie
- El tonto y los canallas: Notas para un republicanismo transmoderno (Bogotá: Universidad Javeriana, 2019).
- Historia de la gubernamentalidad II. Filosofía, cristianismo y sexualidad en Michel Foucault (Bogotá: Siglo del Hombre Editores, 2016)
- Revoluciones sin sujeto. Slavoj Zizek y la crítica del historicismo posmoderno. D.F. (México: AKAL 2015).
- Historia de la gubernamentalidad. Razón de estado, liberalismo y neoliberalismo en Michel Foucault (Bogotá: Siglo del Hombre Editores, 2010).
- Tejidos Oníricos. Movilidad, capitalismo y biopolítica en Bogotá, 1910–1930 (Bogotá: Universidad Javeriana 2009).
- Genealogías de la colombianidad: formaciones discursivas y tecnologías de gobierno en los siglos XIX y XX, editores Santiago Castro-Gómez y Eduardo Restrepo (2008).
- Reflexiones para una diversidad epistémica más allá del capitalismo global, editores Santiago Castro-Gómez y Ramón Grosfoguel (Siglo del Hombre Editores, 2007).
- La poscolonialidad explicada a los niños (Editorial Universidad del Cauca, Popayán, 2005).
- La hybris del punto cero. Ciencia, raza e ilustración en la Nueva Granada, 1750–1816 (Bogotá: Universidad Javeriana, 2005).
- Teorías sin disciplina: Latinoamericanismo, poscolonialidad y globalización en debate. Santiago Castro-Gómez y Eduardo Mendieta (1998).
- Crítica de la razón latinoamericana (Barcelona: Puvill Libros, 1996; segunda edición: Bogotá, Editorial Pontificia Universidad Javeriana, 2011).

### Werke in englischer Sprache
- Critique of Latin American Reason, translated by Andrew Ascherl (Columbia University Press, 2021).
- Zero-Point Hubris: Science, Race, and Enlightenment in New Granada (1750–1816), translated by Don Deere and George Ciccariello-Maher (forthcoming with Rowman & Littlefield International).
- „The Missing Chapter of Empire: Postmodern Reorganization of Coloniality and Post-Fordist Capitalism“ in Globalization and the Decolonial Option (Routledge 2009), S. 282–302.
- „(Post)Coloniality for Dummies: Latin American Perspectives on Modernity, Coloniality, and the Geopolitics of Knowledge“ in Coloniality at Large: Latin America and the Postcolonial Debate, edited by Mabel Moraña, Enrique Dussel, Carlos A. Jáuregui (Duke University Press, 2008).
- "Latin American philosophy as critical ontology of the present: Themes and motifs for a 'critique of Latin American reason,'” In Eduardo Mendieta (ed.), Latin American Philosophy: Currents, Issues, Debates (Indiana University Press, 2003), S. 68–79.
- „The Social Sciences, Epistemic Violence, and the Problem of the 'Invention of the Other,'“ trans. Desiree A. Martin, in Nepantla: Views from South (Duke University Press) Volume 3, Issue 2, 2002, S. 269–285.
- „The Cultural and Critical Context of Postcolonialism“ in Philosophia Africana (Volume 5, Issue 2, August 2002), S. 25–34.
- „The Convergence of World-Historical Social Science, or Can There Be a Shared Methodology for World-Systems Analysis, Postcolonial Theory and Subaltern Studies?“ (with Oscar Guardiola-Rivera) in The Modern/Colonial/Capitalist World-System In The Twentieth Century (Westport Conn.: Greenwood Press, 2002), S. 237–249.
- „The Challenge of Postmodernity to Latin American Philosophy“ in Latin America and Postmodernity: A Contemporary Reader, edited by Pedro Lange-Churion, Eduardo Mendieta (Amherst: Humanity Books, 2001).
- „Traditional and Critical Theories of Culture“ in Nepantla: Views From South (Duke University Press, 2000), S. 503–518.
- „Traditional vs. Critical Cultural Theory,“ trans. Francisco González and Andre Moskowitz, in Cultural Critique No. 49, Critical Theory in Latin America (Autumn, 2001), S. 139–154.
- „Latin American Postcolonial Theories“ in Peace Review (Taylor and Francis, 1998), S. 27–33.